# Paraceras menetus
Paraceras menetus är en loppart som beskrevs av Xie Baoqui, Chen Ruhua et Li Kueichen 1980. Paraceras menetus ingår i släktet Paraceras och familjen fågelloppor. Inga underarter finns listade i Catalogue of Life.